# Richard Graubart
Richard Graubart (5. Mai 1899 in Innsbruck – 10. November 1938 ebendort) war ein österreichischer Kaufmann und Opfer der nationalsozialistischen Novemberpogrome.

## Leben
Richard Graubarts Eltern waren der Kaufmann Simon Graubart (1863–1936), der aus Galizien stammte, und Sophie geb. Königsbacher aus Württemberg. Er hatte zwei ältere Brüder, Erno (der 1894 geboren wurde und im Kindbett verstarb) und Alfred (geboren 1895), sowie einen Halbbruder, Siegfried (geboren 1890), aus einer früheren Ehe seines Vaters. Sein Bruder Alfred übernahm das vom Vater gegründete Schuhgeschäft Graubart in der Museumsstraße.
In seiner Jugend lernte er das Geigenspiel. Ab November 1916 studierte er Elektrotechnik in Wien. Am 20. April 1917 wurde er zum Kriegsdienst eingezogen und in Linz und Klosterneuburg zum Pionier ausgebildet. Er erlangte den Rang eines Feldwebels und wurde bei Sprengkommandos an der Südfront eingesetzt. Am 12. November 1918 rüstete er ab, setzte sein Studium in Wien fort und wurde Ingenieur. 1931 heiratete er Margarethe geb. Hermann. Das Paar hatte eine Tochter, Vera. Ab 1931 war Richard Graubart ein Ersatzmitglied des Israelitischen Kultusrates in Innsbruck. Er arbeitete schließlich als Kaufmann und Miteigentümer im Familienbetrieb. Von 1932 bis 1935 wohnten er, seine Frau und die Tochter in der Beethovenstraße 7 in Innsbruck, danach bis 1938 in der Museumstraße 8, schließlich im ersten Stock der Villa Gänsbacherstraße 5, deren Erdgeschoss Edith und Wilhelm Bauer bewohnten. Nach der Annexion Österreichs an Hitler-Deutschland wurde das Geschäft der Familie Graubart Zielscheibe öffentlicher Diffamierungen und Fensterschmierereien. Der Besitz wurde dann sehr rasch „arisiert“.
In der Nacht vom 9. auf den 10. November 1938 läutete ein aus mindestens neun SS-Männern in Zivilkleidung bestehendes Kommando und rief: „Gestapo. Sofort aufmachen, Hausdurchsuchung!“. Anführer des Trupps war SS-Hauptsturmführer Hans Aichinger. Der Hausmeister wurde sofort vertrieben und die SS-Männer drangen in die Wohnungen ein. Richard Graubart wurde – während Frau und Tochter in einem anderen Zimmer weggesperrt waren – „durch einen Dolchstoß von hinten, der unterhalb des Schulterblattes eine drei bis vier Zentimeter breite klaffende Wunde hinterließ, meuchlings ermordet“. Das Einzige, woran sich die damals vierjährige Tochter im Jahr 2012 noch erinnern konnte, war ein gellender Schrei ihres sterbenden Vaters. Der Schriftsteller Christoph W. Bauer: „Ihr Vater kannte seine Mörder, wie sie ihn kannten, sie waren Innsbrucker wie er.“
Währenddessen wurde im Erdgeschoss Wilhelm Bauer von den SS-Männern durch Stich- und Schlagwunden tödlich verletzt und, als seine Frau einen Arzt rufen wollte, die Telefonleitung aus der Wand gerissen. Nach wenigen Minuten verließ das Mordkommando die Villa. Margarethe Graubart wurde schließlich von Edith Bauer aus dem versperrten Zimmer befreit und fand ihren Mann tot in einer Blutlache. Vom Telefon der Wohnung Graubart konnte der Arzt gerufen werden, der allerdings erst nach einer Stunde mit Rettungsmännern eintraf. Wilhelm Bauer verstarb auf dem Transport ins Spital. Laut einem Protokoll des Obersten Parteigerichts der NSDAP soll Aichinger auf beide Opfer eingestochen haben, der Tod von Richard Graubart jedoch durch einen anderen SS-Mann mittels eines Schlages auf den Kopf verursacht worden sein. Das Verfahren wurde eingestellt, da die SS-Männer nur auf Befehl gehandelt hätten.
Später stellte sich heraus, dass die Villa zuvor schon Parteigenossen versprochen worden war. Die Graubart'sche Wohnung wurde zur Wohnung des nationalsozialistischen Bürgermeisters. Alle Juden und Jüdinnen mussten Innsbruck binnen weniger Wochen verlassen, auch Margarethe Graubart und ihre Tochter. Sie übersiedelten am 28. November 1938 nach Wien, wo es gelang, das Mädchen mit einem Kindertransport nach England in Sicherheit zu bringen. Die Mutter folgte wenige Monate später. Margarethe Graubart kehrte nach dem Untergang des NS-Regimes nach Innsbruck zurück, die Tochter blieb in England. Die Witwe bezog wieder die Villa und wohnte dort bis 1996, als sie aus gesundheitlichen Gründen zu ihrer Tochter übersiedelte.
Alfred Graubart wurde in derselben Nacht ebenfalls in seiner Wohnung überfallen und bis zur Bewusstlosigkeit geschlagen. Er trug Gesichtsverletzungen und eine Gehirnerschütterung davon. Bruder und Halbbruder von Richard Graubart konnten nach England emigrieren und die Shoah überleben. Alfred Graubart ging 1940 in die USA und kehrte 1960 nach Österreich zurück. Siegfried verstarb 1963 in London, Alfred 1980 in Wien.
Richard Graubart wurde erst am 11. November 1946 am  Innsbrucker Westfriedhof bestattet.

## Gedenken

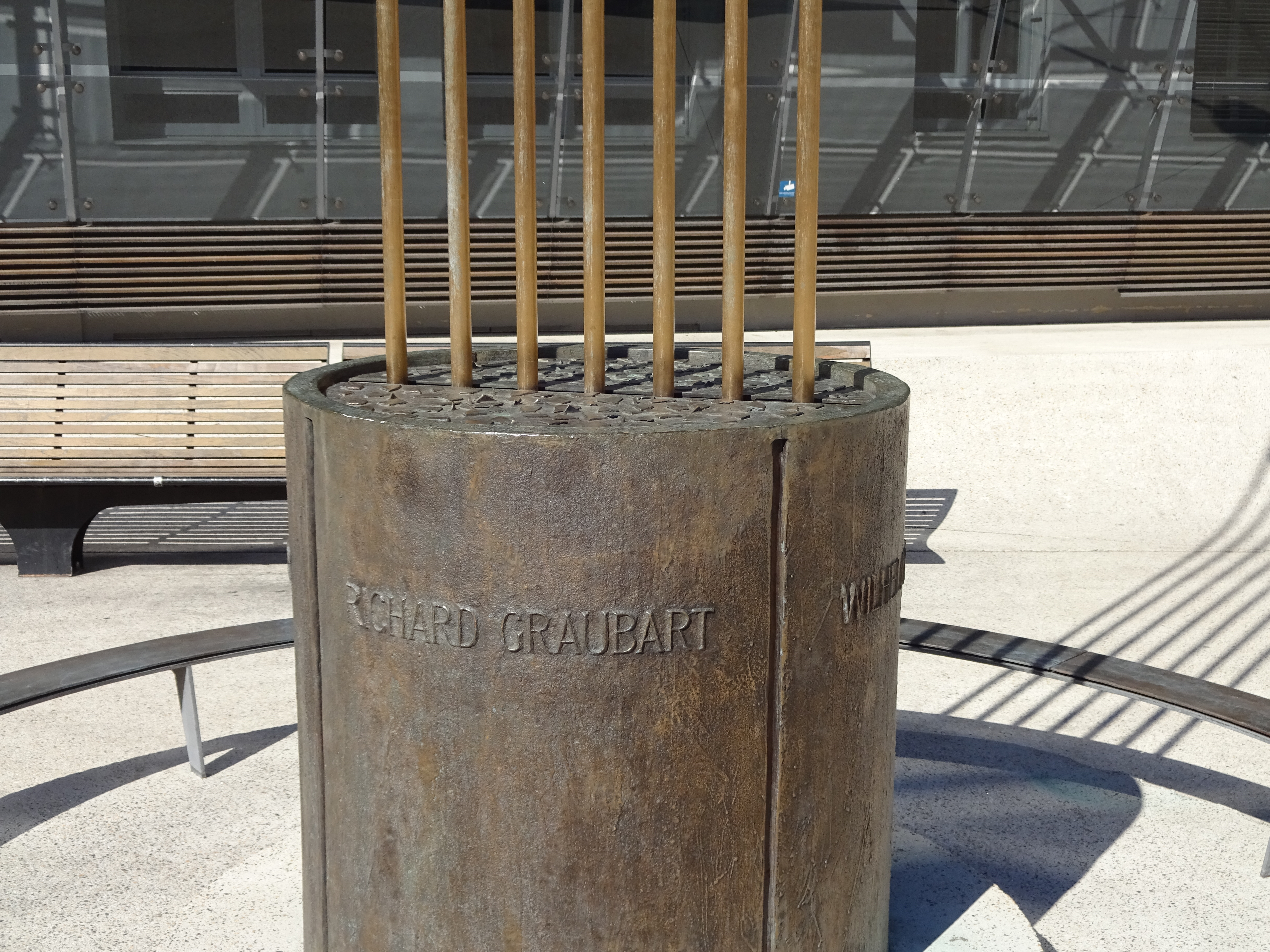
Der Sockel des Pogromdenkmals mit dem Namen Richard Graubarts

Am Innsbrucker Pogromdenkmal wurde sein Name mit Glassplittern auf dem Kupfersockel dargestellt, ebenso wie die der anderen Opfer.